# 原佑典
原 佑典（はら ゆうすけ、1986年1月29日 - ）は、日本プロ麻雀連盟所属のプロ雀士。静岡県生まれ。通り名は「指一本で有名になった男」。

## 経歴
- 麻雀最強戦で過去2回出場しており、2021年出場した際には役満の清老頭を果たした[2][3]。2021年では全日本プロ選手権で優勝し、ファイナルに出場するも敗退。続く2022年の男子プロ因縁の抗争では予選では通過するも敗退している[4]。

## 出演

### 映画
- 麻雀最強戦 the movie（2022年11月18日公開、マグネタイズ）監督:原澤遊風[5]